# 杉山幌
杉山 幌（すぎやま ほろ、1982年 - ）は、日本の小説家。2009年10月、長編小説『R.I.P. レスト・イン・ピース』で単行本デビューした。

## 略歴
単行本デビュー作の『R.I.P. レスト・イン・ピース』は、講談社BOX主催の第7回講談社BOX新人賞“流水大賞”大賞受賞作。このときの同時受賞者は至道流星とウノサワスバルだった。応募時には『World系NIPPON』と題されていたこの作品は、生まれて初めて書いた小説だったという。
受賞決定後、受賞作が刊行される以前の2009年8月に、講談社BOXの文芸誌『パンドラ』に短編小説「完全幸福自殺論」が掲載されており、この作品が小説家としてのデビュー作となった。

## 小説

### 単行本
- R.I.P. レスト・イン・ピース （講談社BOX、2009年10月、ISBN 978-4-06-283725-5） - イラストなし
- 嘘月 （講談社BOX、2011年8月、ISBN 978-4-06-283780-4） - イラスト：キナコ - 講談社BOX『BOX-AiR』零号（2011年2月）から5号（2011年8月）まで連載[2]

### アンソロジー収録作品
- うなさか （『Powers Selection 新走』、講談社、2011年5月）
- そして黒猫を見つけた （『黒猫を飼い始めた』、講談社、2023年2月）

### 単行本未収録短編
- 完全幸福自殺論 （『パンドラ』Vol.4、講談社、2009年8月）
- 顎 -アギト- （『群象』、講談社BOX非公認サークル パンドラBETA、2009年12月6日） - 第9回文学フリマで販売
- 赤に咲く華 （『BOX-AiR』23号、講談社、2013年2月）
- 光を描く （『ミステリーズ！』vol.105 FEBRUARY 2021、東京創元社、2021年2月）
- そして黒猫を見つけた （「Mephisto Readers Club」、講談社、2022年6月）

## エッセイ
- 『小説すばる』2012年3月号のコラム「a day in my life」を執筆（毎月違う作家が「a day in my life」というテーマでエッセイを執筆するコーナー）